# Rebeca Abravanel
Rebeca Abravanel Rodrigues da Silva (São Paulo, 23 de dezembro de 1980), é uma apresentadora de televisão, empresária e diretora executiva brasileira. Tornou-se mais conhecida por comandar desde 2017 o programa de televisão Roda a Roda Jequiti.

## Biografia
Rebeca nasceu em 23 de dezembro de 1980 em São Paulo. É a terceira filha do casamento de Silvio Santos com Íris Abravanel. Ela tem três irmãs, Daniela, Patrícia e Renata, além de duas meias-irmãs, Cintia e Silvia, do primeiro casamento de seu pai. Rebeca frequentou a Associação Escola Graduada de São Paulo e teve a sua formação escolar na Suíça. Ela estudou cinema na Fundação Armando Alvares Penteado.
Sua mãe é descendente de italianos, enquanto seu pai era descendente de judeus turcos e gregos. Rebeca é descendente, na linhagem paterna, de Isaac Abravanel. Após concluir seus estudos, ela assumiu o cargo de diretora executiva da Jequiti, marca de cosméticos do Grupo Silvio Santos.

## Carreira
Na edição do dia 1 de julho de 2015 do programa Roda a Roda Jequiti, Rebeca faz uma participação ao lado de Silvio Santos, comandando o programa em certa parte da exibição. No ano seguinte, Rebeca realizou sua estreia oficial como apresentadora, comandando regularmente o Caldeirão da Sorte, do Baú da Felicidade. Em dezembro do mesmo ano, ela faz participação eventual na edição especial de Natal do Roda a Roda Jequiti, competindo com as irmãs, Daniela e Renata.
No início de 2017, Abravanel assume o comando do programa Bom Dia & Companhia, substituindo sua irmã, Silvia, que estava de férias, sendo a primeira vez que ela assume uma atração sozinha. Sua passagem pelo SBT resultou em seu comando no programa Roda a Roda Jequiti. Rebeca estreou como apresentadora fixa do programa em 12 de junho de 2017, às 19h20, comandando a atração diariamente de segunda à sexta. Dias depois, em 15 de junho,  Abravanel passou a apresentar o Roda a Roda Jequiti às 14h30. Em 20 de junho de 2017, Silvio Santos volta atrás em sua decisão e Abravanel volta a comandar o programa às 19h20.
Em 27 de outubro de 2017, Rebeca apresentou o Teleton pela primeira vez, tornando-se a terceira filha de Silvio Santos a comandar a campanha de arrecadação para a AACD, depois de Patrícia e Silvia. Em 13 de novembro de 2017, o Roda a Roda Jequiti passa a ser exibido apenas nas terças-feiras, às 19h20. Em 2 de janeiro de 2018, Rebeca comanda o Bom Dia & Companhia mais uma vez. A partir de 22 de janeiro, o Roda a Roda Jequiti à programação diária do SBT, no mesmo horário. Em 6 de março de 2018, Abravanel apresenta o último Roda a Roda Jequiti diário, após o programa ser transferido aos domingos, sob a apresentação de Silvio Santos. Em abril de 2018, Rebeca estampou a capa de "SBT em Revista", ao lado das irmãs Patrícia e Silvia. Atualmente, Abravanel apresenta o Roda a Roda Jequiti aos domingos às 18h15, antecedendo o Programa Silvio Santos.

## Vida pessoal
Rebeca foi o nome de sua avó paterna, a imigrante turca Rebecca Caro Abravanel. Em 2004, Rebeca casou-se com Leonardo Ferreira, filho do banqueiro Edemar Cid Ferreira. O casal se divorciou em 2011. De 2015 a 2016, Abravanel foi casada com o político e deputado federal Guilherme Mussi. No final de 2016, Rebeca iniciou um namoro com o cineasta Marcelo Brennand, assumindo o relacionamento ao público durante o casamento de Patrícia Abravanel e Fábio Faria. O namoro terminou em meados de 2017. Em dezembro de 2018, Rebeca assumiu seu namoro com o jogador de futebol Alexandre Pato. Após seis meses de namoro, Pato e Rebeca Abravanel se casaram no dia 29 de junho de 2019, em uma cerimônia íntima na casa dos pais de Rebeca no Morumbi, na Zona Sul de São Paulo.
Seu filho Benjamin, fruto do casamento com Alexandre Pato, nasceu em São Paulo no dia 12 de janeiro de 2024.

## Filmografia
| Ano             | Título              | Função                 | Nota(s)                                         |
| --------------- | ------------------- | ---------------------- | ----------------------------------------------- |
| 2016 – 2017     | Caldeirão da Sorte  | Apresentadora          |                                                 |
| 2017; 2018      | Bom Dia & Companhia | Apresentadora especial | Episódio: "18 de maio" Episódio: "2 de janeiro" |
| 2017 – presente | Roda a Roda Jequiti | Apresentadora          |                                                 |
| 2017 – presente | Teleton             | Apresentadora          | Temporadas 20–22                                |
| 2018            | Bake Off SBT 2      | Ela mesma / convidada  | Especial de final de ano                        |
| 2025            | Acelere com o Baú   | Apresentadora          | [ 38 ]                                          |

## Prêmios e indicações
| Ano  | Prêmio          | Categoria        | Trabalho            | Resultado | Ref.   |
| ---- | --------------- | ---------------- | ------------------- | --------- | ------ |
| 2019 | Troféu Imprensa | Revelação do Ano | Roda a Roda Jequiti | Venceu    | [ 39 ] |
| 2019 | Troféu Internet | Revelação do Ano | Roda a Roda Jequiti | Venceu    | [ 40 ] |